# Ike Quebec
Ike Abrams Quebec [ˈkjuːbɛk] (* 17. August 1918 in Newark, New Jersey; † 16. Januar 1963 in New York City) war ein amerikanischer Jazz-Tenorsaxophonist und Musikproduzent.

## Werdegang
Quebec hatte in seiner Jugend Klavierunterricht erhalten und seine berufliche Laufbahn auf diesem Instrument begonnen; darüber hinaus war er in den 1930er Jahren auch als professioneller Tänzer aktiv gewesen. Zu seinem späteren Hauptinstrument, dem Tenorsaxophon, fand er erst um 1940. Wie die meisten seiner Kollegen formte er seinen Instrumentalstil am Vorbild von Coleman Hawkins, dem „Vater des Tenorsaxophons“. Eine bedeutendere Rolle als bei „Bean“ nahm in Quebecs Spiel allerdings von Anfang an die melodische Sprache des Blues ein: dieses expressive Musizierideal floss besonders in seine Balladeninterpretationen ein, was in den 1940er Jahren noch recht ungewöhnlich war. Quebecs Kollege und Mentor Ben Webster, dessen Balladenstil ähnlich geprägt ist, lobte das „gute Feeling“ des Jüngeren und präzisierte: „[…] ein anderes Feeling als die meisten […]. Natürlich hörte damals jeder auf Bean, aber Quebec hatte eine ganz eigene Sache laufen.“
Obwohl Quebec auf seinem Instrument kein ausgesprochener Virtuose war, machten ihn seine hohe Professionalität zu einem gefragten Studiomusiker und Sideman auf längeren Konzert-Tourneen, von denen er zahlreiche mit den Größen der Swing-Ära absolvierte – zu seinen prominenten Arbeitgebern zählten beispielsweise Ella Fitzgerald, Benny Carter und insbesondere Cab Calloway. Unter eigenem Namen spielte Quebec 1944 mit Musikern wie Tyree Glenn, Tiny Grimes, Milt Hinton und Oscar Pettiford einige Singles für Blue Note ein, darunter „Blue Harlem“, der ein Juke-Box-Hit wurde.
Der Niedergang der Big Bands Ende der 1940er Jahre stellte Quebec vor berufliche und schließlich auch persönliche Probleme. Aufgrund seiner Drogenabhängigkeit verbrachte er den größten Teil der 1950er Jahre in weitgehender musikalischer Inaktivität. Hilfreich zur Seite stand ihm unter diesen schwierigen Umständen sein Freund Alfred Lion, der Mitbegründer des Plattenlabels Blue Note Records. Der Saxophonist wurde für die kleine Firma zunächst als Talentscout aktiv; auf seine Empfehlung hin kamen beispielsweise die heute berühmten Aufnahmesitzungen mit den Pianisten Bud Powell und Thelonious Monk zustande, deren Ergebnisse als Meilensteine im Werk dieser beiden Musiker gelten.
Da sich Quebec bei den ihm gestellten Aufgaben bewährte, betraute Lion den Musiker (der seine Drogenprobleme schrittweise in den Griff bekam) mit zusehends verantwortungsvolleren Aufgaben: Vom bloßen Vermittler avancierte er bald zum Artists-and-Repertoire-Manager von Blue Note, und schließlich konnte er auch Aufnahmesitzungen in eigener Regie leiten (darunter Produktionen mit Dexter Gordon). Im gesellschaftlichen Klima der USA während der späten 1950er Jahre war die vertrauensvolle und freundschaftlich geprägte Zusammenarbeit von Lion und Quebec ein deutliches Signal zur Überwindung der noch weitverbreiteten Rassentrennung in der Musikindustrie.
Der etwa zur selben Zeit als Subgenre des Hard Bop entstandene Soul Jazz kam den musikalischen Vorlieben Quebecs entgegen, der nunmehr seine Tätigkeit als Instrumentalist wieder aufnahm. Das eben mit einigen relativ erfolgreichen Plattenaufnahmen – wie dem Album Blue and Sentimental mit Grant Green – begonnene Comeback fand jedoch ein abruptes Ende, als bei Quebec im Jahre 1962 Lungenkrebs in einem fortgeschrittenen Stadium diagnostiziert wurde. Die Krankheit zwang ihn zur erneuten Aufgabe seiner musikalischen Arbeit. Ike Quebec verstarb, erst 44-jährig, im Januar 1963 und erlebte die Veröffentlichung des größeren Teils seiner späten Aufnahmen nicht mehr.

## Trivia
Der Tenorsaxophonist Eddie Lockjaw Davis berichtete, dass er von Ike Quebec in den frühen 1940er Jahren wesentliche Unterstützung in seiner musikalischen Entwicklung erhielt. Der Autodidakt, der von seinen Kollegen oft als „Little Ben“ tituliert wurde, erfuhr durch Ike sowohl in seiner instrumentalen Technik als auch in seinem Bluesfeeling sehr wesentliche Impulse. Als „Jaws“ in den 1980er Jahren von den Mosaic-Alben erfuhr, durch die Ike Quebec eine posthume Würdigung erhielt, war er fast zu Tränen gerührt.

## Diskografie (Auswahl)

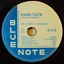
78er: Ike Quebec’s Swingtet 1944

- Ike Quebec 1944–1946 (Classics) mit Buck Clayton, Milt Hinton, Oscar Pettiford, Grachan Moncur II
- It Might As Well Be Spring (jap. Blue Note, 1961), mit Freddie Roach, Milt Hinton, Al Harewood
- Blue And Sentimental  (Blue Note, 1961), mit Sonny Clark, Grant Green, Paul Chambers, Philly Joe Jones
- Heavy Soul (Blue Note, 1961), mit Freddie Roach, Milt Hinton, Al Harewood
- Bossa Nova Soul Samba (Blue Note, 1962), mit Kenny Burrell, Wendell Marshall, Willie Bobo, Garvin Masseaux
- Congo Lament (Blue Note, 1962)

## Sammlungen
- The Complete Blue Note Forties Recordings of Ike Quebec and John Hardee (Mosaic 1984) – 4 LPs mit Tiny Grimes, Ram Ramirez, Milt Hinton, J. C. Heard, Jonah Jones, Tyree Glenn, Oscar Pettiford, Buck Clayton, Keg Johnson, Grachan Moncur II, Shad Collins, John Collins – Rest der Sammlung bei John Hardee
- The Complete Blue Note 45 Sessions of Ike Quebec (1959–62) (Mosaic 1989/90?) – 4 LPs mit Edwin Swanston, Skeeter Best, Sir Charles Thompson, Milt Hinton, J. C. Heard, Sam Jones